# Кочевы
 Кочевы  — опустевшая деревня в Афанасьевском районе Кировской области в составе Ичетовкинского сельского поселения.

## География
Расположена на расстоянии примерно 16 км на северо-восток от райцентра поселка  Афанасьево.

## История
Известна с 1873 года как часть деревни Русская, в 1905 починок Кочевское, дворов 10 и жителей 59, в 1926 (уже деревня Кочевская) 14 и 75, в 1950 (Качевская) 29 и 90, в 1989 8 жителей. Современное название с 1978 года.  По состоянию на 2020 год опустела.

## Население
Постоянное население составляло 4 человека (русские 100%) в 2002 году, 2 в 2010.